# تكسية أرضية

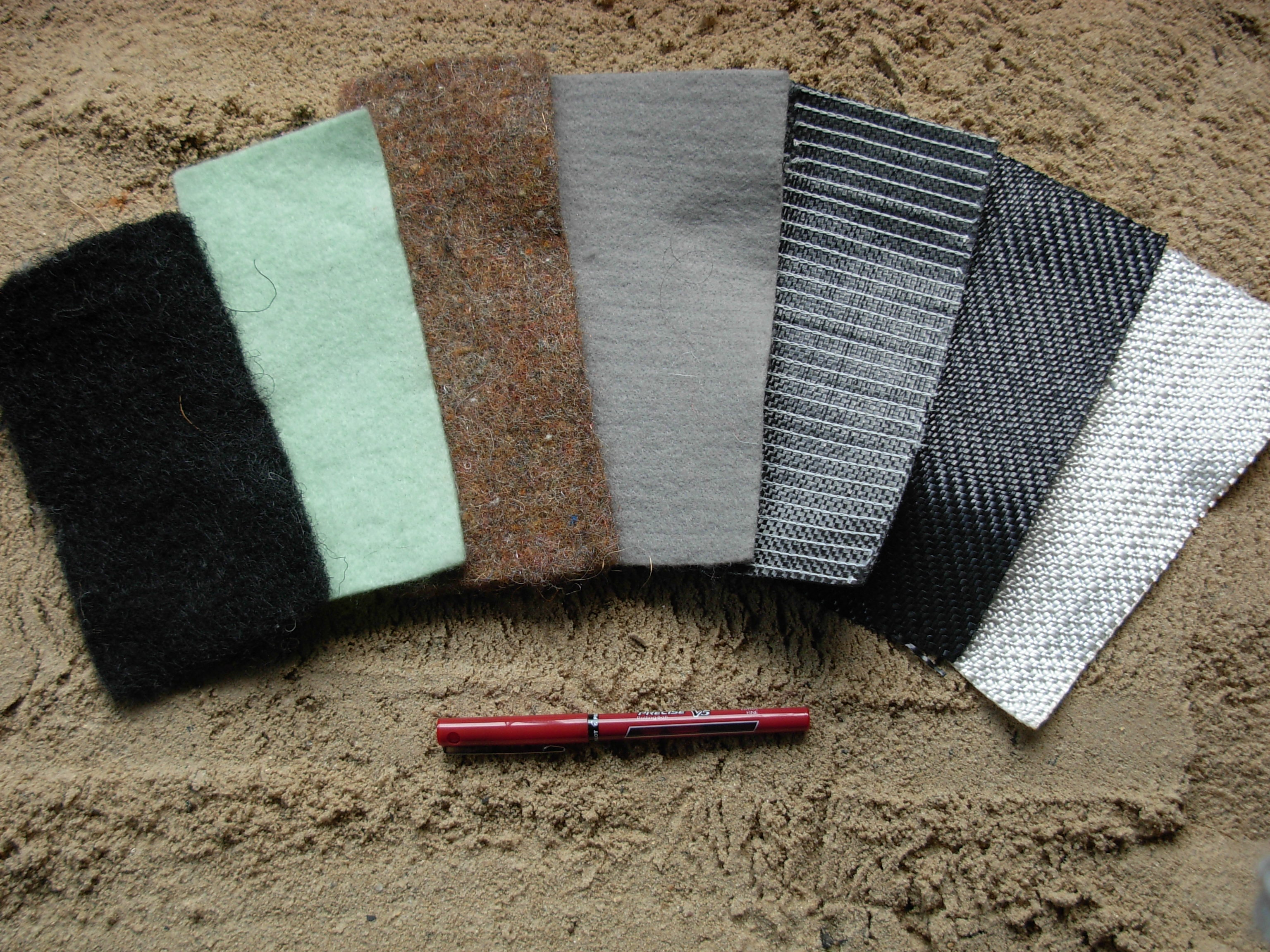
امثلة من جيوتكستايل-geotextiles

أقمشة إكساء الأرضيات هي أقمشة تستخدم بالاشتراك مع التربة، لديها القدرة على الفصل والتصفية، والتقوية والحماية، أو الترشيح  بهدف تكسية الأرضية. عادة مصنوعة من البولي بروبلين أو البوليستر والأقمشة المموه تأتي في واحد من ثلاثة أشكال أساسية هي:
- المنسوجة.
- إبرة كمات (يبدو وكأنها شعر).
- الحرارية.

المموه المركبة ومنتجات مثل geogrids وgeosynthetics وgeonets ، geogrids وغيرهما - يمكن أن تُحقق منافع جيوتقنية وبيئية في التصميم الهندسي.